# Alte Münze (Werderscher Markt)

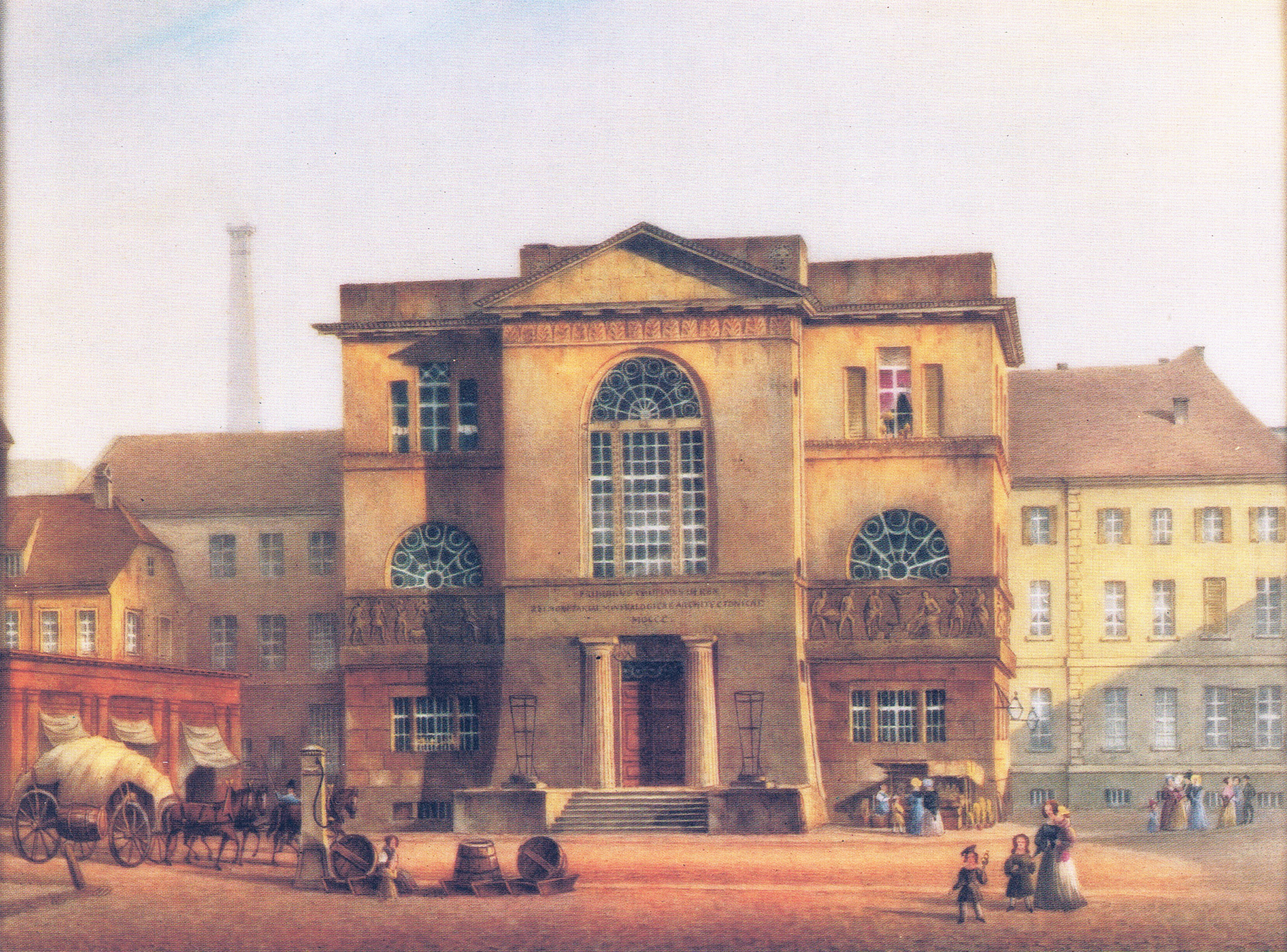
Alte Münze in Berlin
Vedute von Carl Daniel Freydanck, 1840

Die Alte Münze am Werderschen Markt in Berlin war ein vom Architekten und preußischen Baubeamten Heinrich Gentz im Stil des Klassizismus entworfenes und von 1798 bis 1800 errichtetes Gebäude am Werderschen Markt im Stadtviertel Friedrichswerder, in dem ein Teil der preußischen Münzprägeanstalt untergebracht war. Das Gebäude wurde 1886 abgerissen, um einem größeren Geschäftshaus Platz zu machen.

## Frühere Standorte der Münze

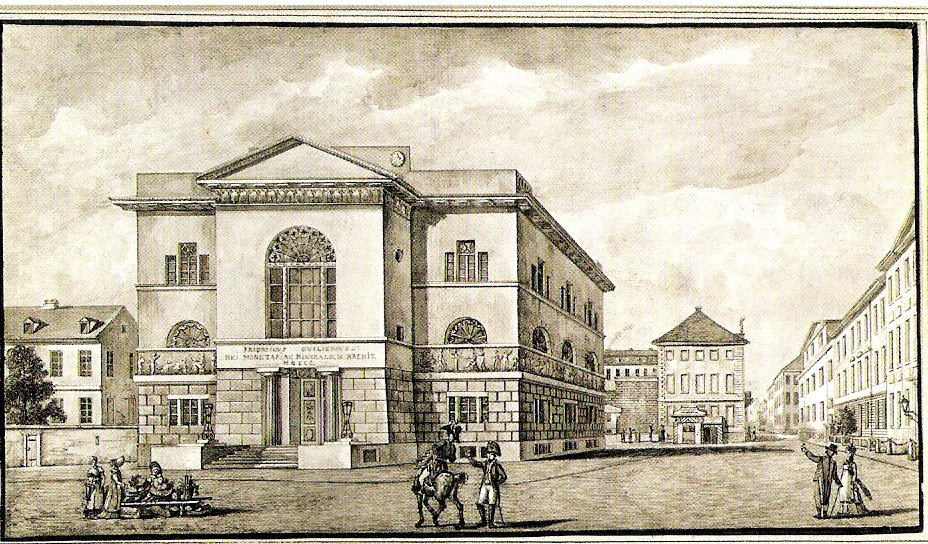
Ansicht der Berliner Alten Münze am Werderschen Markt.
Grafik von Leopold Ludwig Müller, 1800.

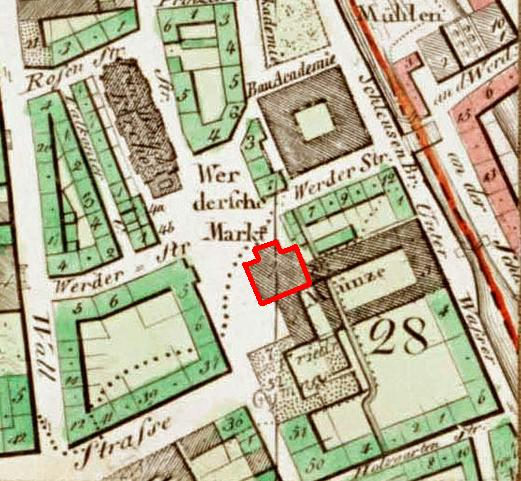
Lage der Alten Münze am Werderschen Markt in Berlin.
Ausschnitt aus einem Berlin-Plan von Johann Christian Selter, 1846.

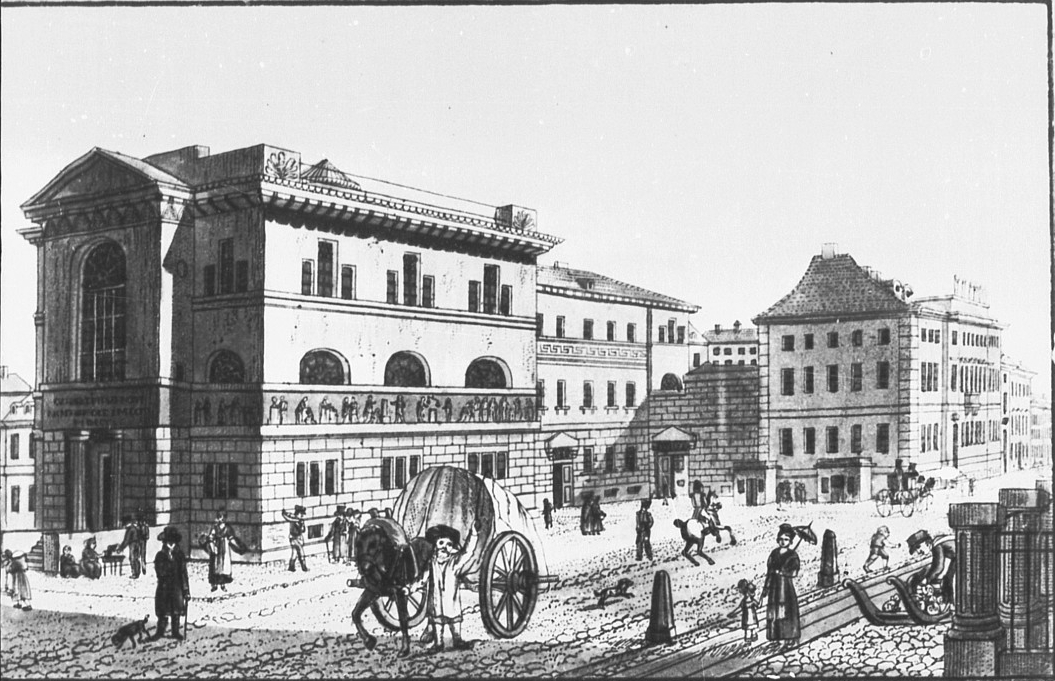
Alte Münze mit dem Bildfries von Schadow (links) und das Fürstenhaus (rechts).
Grafik von Friedrich August Calau, 1825.

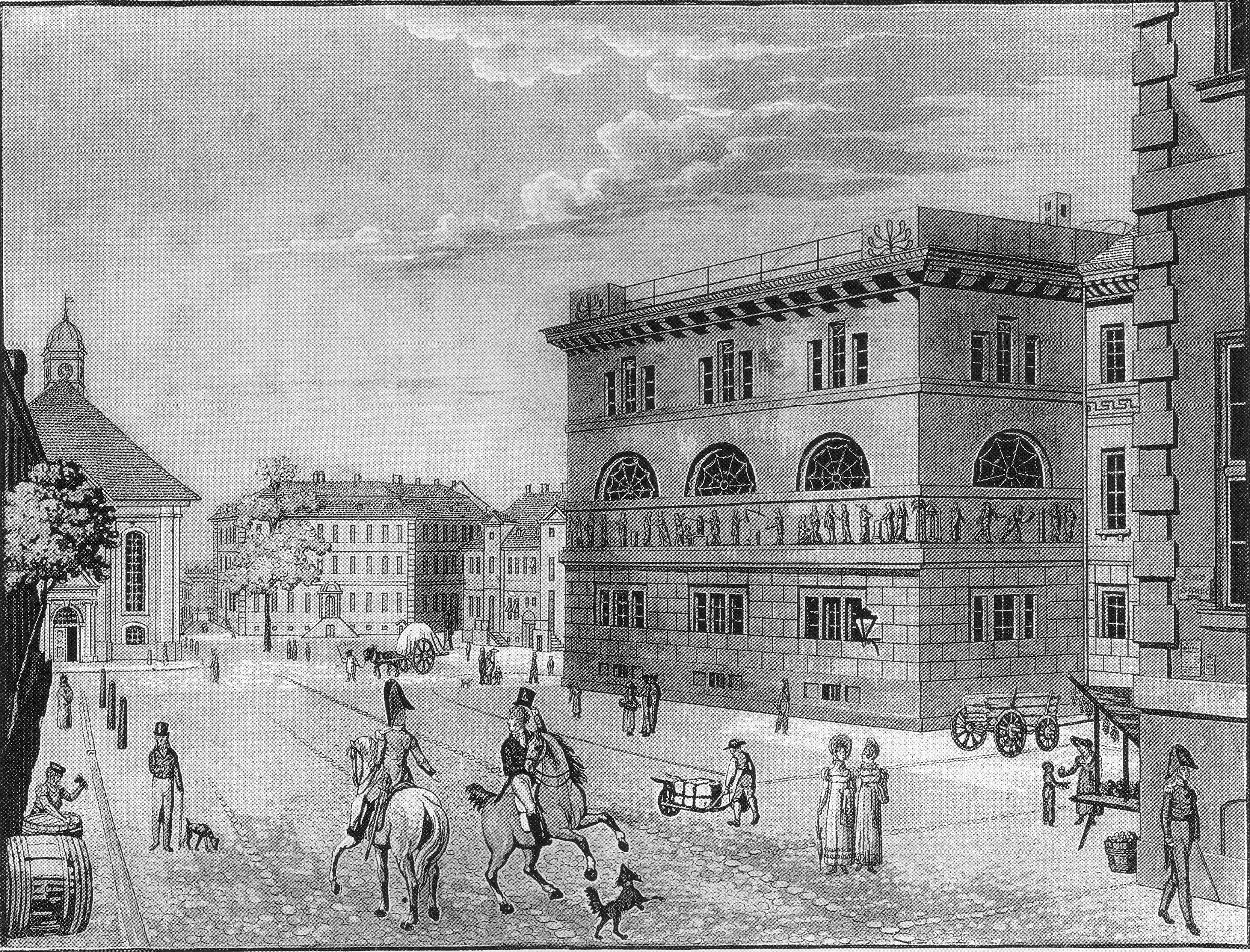
Ansicht der Alten Münze am Werderschen Markt von Süden, rechts: eine Ecke des Fürstenhauses, links im Hintergrund: das alte Gebäude der Friedrichswerderschen Kirche.
Grafik von Friedrich August Calau, um 1810.

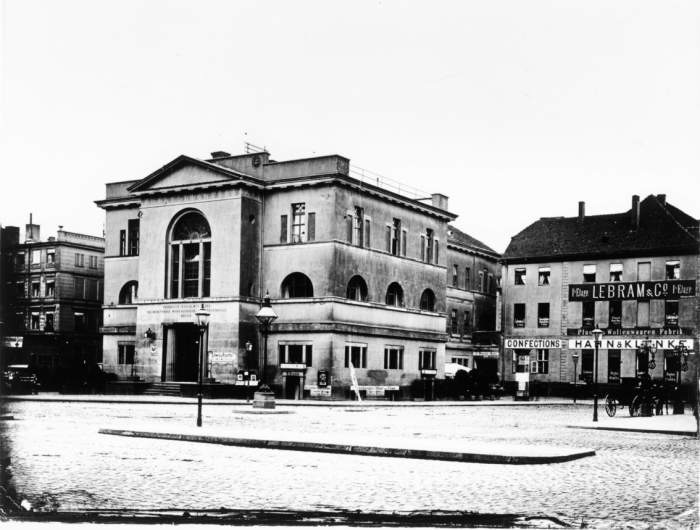
Alte Münze kurz vor dem Abriss im Jahr 1886, der Schadowsche Bildfries ist bereits entfernt worden.
Foto: F. Albert Schwartz.

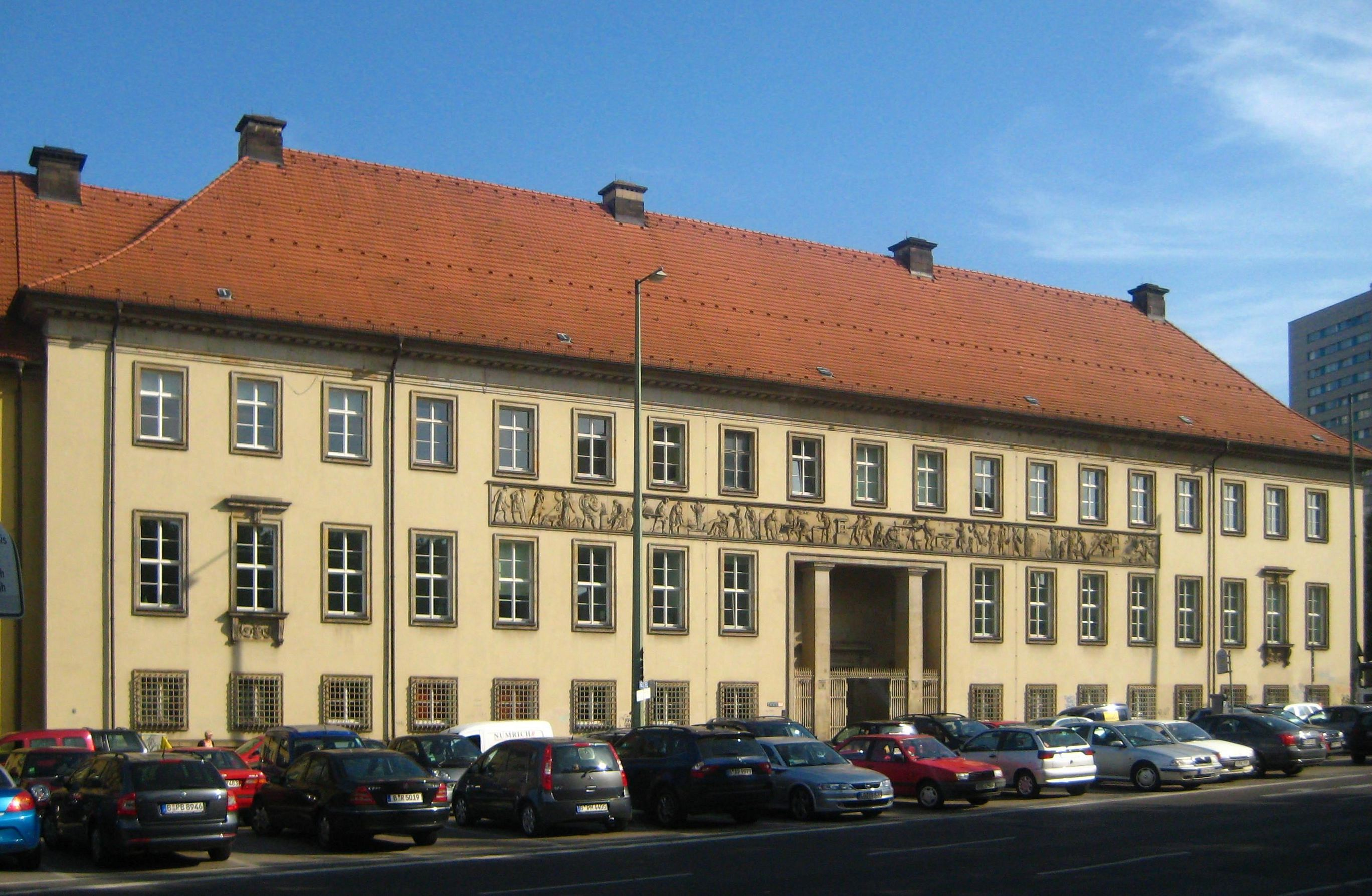
Eine Kopie des Schadowschen Bildfrieses ist am Gebäude Mühlendamm 3 in Berlin zu sehen

Der Standort der Berliner Münze hat sich im Laufe der Jahrhunderte mehrfach verändert. Er lag jedoch stets im Bereich des Spreeufers, da das Wasser zum Antrieb der Prägemaschinen benötigt wurde.
1704 war die Münzanstalt vom  Münzturm  am  königlichen Schloss in ein Gebäude in der Unterwasserstraße 2 auf der anderen Seite des Spreegrabens, direkt neben dem alten Friedrichswerderschen Rathaus verlegt worden.

## Brand im Friedrichswerderschen Rathaus
In der Nacht vom 26. zum 27. November 1794 wurde das alte Friedrichswerdersche Rathaus am Werderschen Markt (seit Ende des 20. Jahrhunderts steht dort der Neubauteil des Auswärtigen Amts) durch einen Brand in Schutt und Asche gelegt. Den dadurch freigewordenen Bauplatz erwarb die preußische Regierung auf Veranlassung des Ministers Friedrich Anton von Heynitz für die Vergrößerung der unzulänglichen Baulichkeiten der benachbarten Münzprägestätte.

## Das Umfeld des Neubaus
An diese älteren Baulichkeiten sollte nun ein geplanter Erweiterungsbau direkt anschließen. Da aber mit den Besitzern der Nachbargrundstücke keine Einigung zu erzielen war, musste der Entwurf von Johann Heinrich Gentz umgearbeitet und der Neubau mehr als ursprünglich geplant in den Werderschen Markt hineingerückt werden. Eine weitere Beschränkung für den Neubau ergab sich aus der Notwendigkeit, die Einfahrt in den Hof des benachbarten Fürstenhauses, in dem sich damals der Sitz des Oberkriegskollegiums befand, offen zu halten. Diese Umstände haben neben dem Bauprogramm auf die Gestaltung des Neubaus durch Heinrich Gentz eingewirkt.

## Baubeschreibung
Das von Heinrich Gentz errichtete Münzgebäude bestand im Wesentlichen aus einem dem Werderschen Markt zugewandten Vorderhaus mit einem giebelbekrönten Mittelrisalit, einem schmalen, nicht genau in der Achse liegenden Hintergebäude und zwei Verbindungsarmen zur Herstellung des Zusammenhanges mit den alten Münzgebäuden in der Unterwasserstraße.
Nach Umplanungen, die das ursprüngliche Konzept des Architekten für das Gebäude über den Haufen warfen, wurde schließlich das ganze dritte Stockwerk der Bauakademie mit ihrer Bibliothek und Modellsammlung eingeräumt. Im Hauptgeschoss dienten das Vorderhaus sowie die beiden anstoßenden Räume des Hinterhauses zur Aufnahme der mineralogischen Sammlung, die übrigen Zimmer des Hintergebäudes standen für das Oberbaudepartement zur Verfügung. Im Erdgeschoss befanden sich die Werkstätten für die Münze.
Durch die Umplanungen wurde es erforderlich, eine Verbindung zwischen Vorder- und Hintergebäude mühsam durch einen schrägen Gang herzustellen, der in der Ecke des mittleren runden Raumes durchgebrochen werden musste. Der runde Hauptraum ging durch die beiden oberen Geschosse hindurch und wurde durch Oberlicht beleuchtet. In Höhe des zweiten Stocks lief eine Galerie ringsherum und vermittelte den Zugang zu den in den Mauervertiefungen aufgestellten Schränken mit der Büchersammlung des Bergdepartements. Auch das Treppenhaus hatte Oberlicht, war aber gleichzeitig durch das große Bogenfenster des Mittelrisalits mit beleuchtet. Die kunstvolle höhere Spindeltreppe hatte ein Geländer aus Gusseisen, den Fußboden des Umgangs trugen acht dorische Säulen aus Holz. Aus Holz waren auch die Teilungen des großen mittleren Bogenfensters, im Übrigen aber bestanden die Gliederungen des Gebäudes sowie die Säulen des Eingangs aus Sandstein.

## Der Schadowsche Bildfries
Die Bestimmung des Neubaus sprach sich in bedeutsamer Weise auch in seinem bildnerischen Schmuck, dem nach Friedrich Gillys Entwürfen und Johann Gottfried Schadows Modellen ausgeführten Sandsteinfries, dem sogenannten „Münzfries“ aus. Die Reliefs von rund 36 Meter Länge zogen sich an den drei dem Werderschen Markt zugekehrten Seiten des Vordergebäudes hin. Sie stellen die Auffindung und Gewinnung der verborgenen Schätze der Natur unter Rheas und Prometheus’ Anweisung dar, sodann die Sichtung und wissenschaftliche Behandlung der Metalle, die Vorgänge des Schmelzens, Streckens und Prägens zur Herstellung von Münzen, das „Sammeln von Schätzen“ am Altare des Pluto und schließlich deren Verwendung im Dienste der Götter Merkur und Minerva zu Werken der Kunst und zur Bekämpfung der rohen Gewalten der Natur.

## Abriss 1886
In den 1840er Jahren zeigten sich an der Gentz’schen Münze umfangreiche Schäden, sodass größere Instandsetzungsarbeiten notwendig wurden.
1860 erwarb die Münz-Direktion die Grundstücke Unterwasserstraße 5 und Holzgartenstraße 1–3, sodass der Münze ein so ausreichend großes Gelände zur Verfügung stand, dass auf die alte (Gentz’sche) Münze verzichtet werden konnte. 1886 wurde die Alte Münze am Werderschen Markt schließlich abgerissen. An ihrer Stelle wurde das sogenannte Werderhaus errichtet, ein Komplex von Geschäftshäusern.

## Weiterverwendung des Reliefs
Der am alten Münzgebäude angebrachte Bildfries von Schadow erlebte im folgenden Jahrhundert eine wechselhafte Geschichte. Wegen seiner künstlerischen Qualität wurde er jedoch nicht zerstört, sondern mehrfach weiterverwendet, teilweise sogar in einer verlängerten Fassung. Das Original des Frieses lagert in einem Depot unter dem Nationaldenkmal auf dem Berliner Kreuzberg. Eine Kopie des Frieses ist an dem ehemaligen Gebäude der Reichsmünzanstalt am Molkenmarkt (Mühlendamm 3) angebracht.